# Kurt Moll
Kurt Moll (11. dubna 1938, Buir – 5. března 2017, Kolín nad Rýnem) byl německý operní zpěvák.

## Kariéra
Narodil se v obci Buir poblíž Kolína. V mládí hrál na violoncello a zpíval ve školním sboru, jehož dirigent mu doporučil soustředit se více na zpěv. Hlasový obor vystudoval na Köln Hochschule für Musik.
V letech 1958–1961 působil v Kolínské opeře, poté tři roky v Mohuči a pět let ve Wuppertalu. Roku 1969 se stal členem souboru Státní opery v Hamburku. Prorazil také do USA, v roce 1974 zpíval v San Franciscu postavu Gurnemanze ve Wagnerově Parsifalovi, v roce 1978 v Metropolitní opeře Landgrafa, Rocca a Sparafucila.
Nazpíval mnoho nahrávek s různými dirigenty a koncertoval po celém světě. Mollův temný a hluboký bas se výborně hodil pro vážné role ve Wagnerovi či Verdim, ale mezi jeho nejlepší výkony patří komické (a zároveň velmi technicky obtížné) role jako Osmin či Baron Ochs.
Kurt Moll ukončil kariéru roku 2006 a žil s rodinou v Kolíně. Byl držitelem Grammy Award z roku 1991.